# سوسن اصلانی
سوسن اصلانی (زادهٔ ۶ بهمن ۱۳۲۶) موسیقی‌دان، نوازندهٔ سنتور، رهبر ارکستر و آهنگساز اهل ایران است. از وی به عنوان نخستین رهبر زن ارکستر موسیقی ایرانی یاد می‌شود.

## زندگی‌نامه
سوسن اصلانی، ۶ بهمن سال ۱۳۲۶ در تهران متولد شد. پدرش اهل شعر و موسیقی بود و تار می‌نواخت و مادرش نیز تمبک‌نواز بود. او پس از پایان تحصیلات ابتدایی، در سال ۱۳۴۱ به هنرستان موسیقی ملی، با مدیریت مهدی مفتاح، راه یافت و نواختن ساز سنتور را نزد فرامرز پایور آغاز نمود و در ادامه از آموزش‌های ارفع اطرایی و محمد حیدری در زمینهٔ سنتورنوازی بهره برد. او همچنین ردیف آوازی و همراهی ساز و آواز را از محمود کریمی و درس‌های هارمونی و آهنگسازی را از حسین دهلوی آموخت. پس از مهدی مفتاح، حسین دهلوی به عنوان رئیس هنرستان موسیقی ملی برگزیده شد که به مدت ۱۰ سال به طول انجامید. در سال ۱۳۴۵، هنگامی که سوسن اصلانی در سال پنجم هنرستان موسیقی مشغول تحصیل بود، با خواستگاری حسین دهلوی، به همسری او درآمد. پس از چند سال، به جهت گذراندن دوره‌های موسیقی به همراه حسین دهلوی، به آلمان و اتریش سفر کرد و پس از بازگشت به ایران، تحصیلات موسیقی خود را در هنرستان عالی موسیقی ادامه داد. او در آن زمان، در آزمون استخدامی وزارت فرهنگ و هنر شرکت کرد و به عنوان هنرآموز موسیقی به استخدام درآمد. وی از سال ۱۳۵۷ در هنرستان موسیقی تدریس را آغاز نمود و پس از آن به مدت ۲۰ سال در انجمن زرتشتیان، به آموزش موسیقی مشغول بود. وی از سال ۱۳۶۴، کنسرت‌های مختلفی در داخل و خارج از ایران اجرا کرده‌است.
او نخستین گروه موسیقی بانوان پس از انقلاب ۱۳۵۷ را با نام گروه موسیقی «خجسته»، پابه‌گذاری نمود و در سال ۱۳۷۴ به صورت رسمی به صحنه برد. سوسن اصلانی به مدت ۳۳ سال در هنرستان موسیقی به تدریس پرداخت و ۱۰ سال رهبری ارکستر هنرستان را بر عهده داشت. او کنسرت‌های متعددی از آثار هنرمندانی نظیر: ابوالحسن صبا، روح‌الله خالقی و حسین دهلوی را به اجرا گذاشت. وی همچنین عضو هیأت داوران «جشنوارهٔ موسیقی آوای مهر» بوده است.
آثار باکلام او با خوانندگانی نظیر: علی رستمیان، بهرام سارنگ، داوود فیاضی، سالار عقیلی، علیرضا گلبانگ، محسن فتحی، محمود باقری و بهرام تاج آبادی، به اجرا درآمده است. وی دارای مدرک درجهٔ یک هنری از وزارت ارشاد است.

## آثار هنری
از جمله آثار سوسن اصلانی، می‌توان به موارد زیر اشاره کرد:
آثار مکتوب:
- کتاب رقص بهار (مجموعه قطعات در آواز اصفهان برای آواز و گروه سازهای ایرانی در یازده قسمت)[۲۰][۲۱]
- کتاب خسرو و شیرین (معرفی و آموزش دستگاه و آوازهای شور، بیات ترک و دشتی)[۲۲]
- کتاب تصانیف و قطعات در دستگاه نوا و راست پنجگاه (برای سازهای ایرانی و گروه نوازی)[۲۳]
- کتاب دونوازی سنتور (به همراه حسین دهلوی)[۲۴]

آثار صوتی:
- آهنگسازی آلبوم موسیقی بوی پرچین به خوانندگی علی رستمیان[۲۵]
- آهنگسازی آلبوم موسیقی خجسته (تکنوازی سنتور) به همراه تمبک سیامک بنایی[۲۶]
- آهنگسازی آلبوم موسیقی رقص بهار با صدای علیرضا گلبانگ (علیرضا محمدی)[۲۷]
- آهنگسازی آلبوم موسیقی نگاه گمشده با صدای علیرضا گلبانگ[۲۸]
- آهنگسازی آلبوم تصویری کنسرت نوا و راست‌پنجگاه (یادوارهٔ محمود کریمی) به خوانندگی بهرام سارنگ[۲۹]
- نوازندگی در آلبوم موسیقی نوای غربت به آهنگسازی ملیحه سعیدی و خوانندگی نورالدین رضوی سروستانی[۳۰]